# Adetus jacareacanga
Adetus jacareacanga es una especie de escarabajo del género Adetus, familia Cerambycidae. Fue descrita científicamente por Galileo & Martins en 2004.
Habita en Brasil. Los machos y las hembras miden aproximadamente 6,5 mm. El período de vuelo de esta especie ocurre en el mes de octubre.